# Kanton Brest-1
 Brest-1  is een kanton van het Franse departement Finistère. Het kanton maakt deel uit van het arrondissement Brest.

In 2020 telde het 31.362 inwoners.

Het kanton werd gevormd ingevolge het decreet van 13 februari 2014, met uitwerking op 22 maart 2015, met Brest als hoofdplaats.

## Gemeenten
Het kanton omvat enkel een centraal gedeelte van de gemeente Brest